# ワルボロ
『ワルボロ』（waruboro）は、2005年に発売されたゲッツ板谷の小説。及び、それをもとにした漫画、映画。作者の出身地でもある1970年代末の立川市が主な舞台となっている。
その後の話は、「メタボロ」、「ズタボロ」（両作品を原作とした映画「ズタボロ」がある）である。幻冬舎から発売され、のち幻冬舎文庫からも発売された。

## あらすじ
1970年代経済繁栄期ので東京でありながらうだつが上がらない町、立川で些細なきっかけで何となくヤンキーになった少年(中学生)の青春物語。

## 登場人物
板谷宏一（いたや こういち）
通称、コーちゃん。三中（映画では参上中学）の3年生。小学2年生から塾に行き始め英才教育を受けて育った典型的なガリ勉。しかしかつての親友であり現在は参上中最強の不良、ヤッコの授業中の嫌がらせ（通称：授業中テロ）を受け、惚れている女・山田の前で格好悪い所は見せられないとヤッコに反抗し、チョーパン合戦となる。死闘の末勝利し、ヤッコと友情が改めて結ばれ、自らも不良となる。原作では、セブンスター、マールボロ等を喫煙している。
ヤッコ
三中最強の不良。コーイチが塾に行き始める前は兄弟のような親友であった。錦小学校出身で構成される不良グループ、錦組のボスで仲間からの信頼も厚く、自分とコーイチなら無敵だと信じている。冷静かつ無口で喧嘩の腕はかなり高く、数人を相手にしても余裕で片付けられる。いつも学ランをだらしなく着ており、個性的なTシャツを着ている。睨むだけでその場の空気を支配できるほどの眼力を持つ。原作では、マールボロを喫煙している。
山田（やまだ）
コーイチと同じクラスの少女。眼鏡を外すと、かなりの美人。親が議員で、厳格な家庭に育つ。コーイチには「ガリ勉女」と呼ばれていた。
キャーム
錦組の参謀。髪型はオールバック。常に冷静で頭も切れるようである。ライターでタバコに火をつける時のパフォーマンスはコーイチを感心させた。コーイチの叔父でありヤクザである猛身を前にしてもヤッコとともに逃げなかったなど、度胸もある。時々笑い上戸になる。原作では、ホープ、ラーク等を喫煙している。また、同じく原作では、銀色のジッポーを愛用している（本人曰く「携帯していないと落ち着かない」との事）。
小佐野（おさの）
錦組のメンバー。錦組の中で体が一番大きいが実際はかなりのビビリで、自分が逃げることを一番優先に考えている。コーイチが不良になってから他の不良グループに目をつけ始められたことから、コーイチを厄病神と思っている。
ビデちゃん
錦組のメンバー。武器オタク。コーイチのことを板谷大尉と呼び、ヤッコを大佐と呼ぶ。猛身にはゴマダンゴと呼ばれた。大人数の相手を前にしても逃げないなど、度胸はある。父はタクシー運転手だが、ほとんど家に寄り付かない。離婚して生き別れた母と妹がいる。
カッチン
錦組のプチパシリ。呂律が回らない。極度の緊張に陥ると失禁する。
ヤブ
羽衣小学校出身で構成される羽衣組のボス。ブロッコリーのような頭をしている。ヤッコにどちらの力が上か勝負を挑んだが相手にされず、逆にコーイチに倒された。そしてこのままだとボスとしての立場を失うことから壱等中学校の銭イボに錦組を潰すよう依頼する。過去にヤッコに消火器で殴られ血まみれにされた事から、消火器が弱点。
銭イボ（ぜにいぼ）
第一中学校（映画では壱等中学校）の不良のボス。かなりの守銭奴。色黒で体じゅうイボだらけである。喧嘩の腕はかなり高く、怪我をしているとはいえヤッコでも敵わなかった。腕力が強く、体重50kgのコーイチを軽々と持ち上げるほど。割れた瓶を武器として用いてくる場合もある。しかし猛身の威圧感には敵わず、結果逃亡。その後もコーイチ達を狙っている。
猛身（たけみ）
コーイチの叔父であり本物のヤクザ。コーイチをヤクザにしようとしている。銭イボ率いる壱等中が攻めてきたときに登場し、現れただけで銭イボ以外の壱等中生を恐怖で逃げさせた。コーイチたちに喧嘩のレクチャーをし、ヤクザの世界に引き入れようとするが、コーイチに阻止され、その我の強さを自分と似ていると喜んだ。
キム
朝鮮中学の不良のボス。

## 漫画
週刊ヤングジャンプにて、花岡暁生画で連載されていた。コミックス全3巻が発売されている。
1. (2007年7月19日発売) ISBN 978-4-08-877297-4
2. (2007年8月17日発売) ISBN 978-4-08-877314-8
3. (2007年11月19日発売)ISBN 978-4-08-877358-2

## 映画
2007年9月8日公開。配給は東映。
キャッチコピーは「喧嘩暴走、ときどき恋。ワルくてボロい青春グラフィティー」、「時間すら、忘れた。一度だけの夏、あの子との距離、俺達の卒業式。」。
また、本篇の一般向けDVDは特別編ともに2008年3月21日に発売されている。

### キャスト
- コーちゃん：松田翔太
- 山田：新垣結衣
- ヤッコ：福士誠治
- キャーム：木村了
- 小佐野：城田優
- ビデちゃん：古畑勝隆
- カッチン：途中慎吾
- パーポン（葉本）：弓削智久
- ビーバー：武田航平
- キム：北村栄基
- 毒ブッチュ：鈴木昌平
- 丸岡：阿部亮平
- リーゼント野郎：西山宗佑
- 猛身の舎弟：仁科貴
- 高円寺一徳
- 掛田誠
- リンリン：森豪士
- ジミー：福山一樹
- トッパン：加治将樹
- テッパン：増田修一朗
- サユキ：高部あい（新人）
- 高橋和喜
- パク：沖原一生
- 桑田尚樹
- コーちゃんの弟：桑代貴明
- コーちゃんの妹：星ひなの
- ビデちゃんの父親：温水洋一
- 保育園の保母さん：西原理恵子（友情出演）
- 学ラン屋の店主：ピエール瀧（友情出演）
- コーちゃんの父親：塩見三省
- コーちゃんの母親（板谷美智子）：戸田恵子
- ヤクザの叔父さん（猛身）：仲村トオル

### スタッフ
- 製作 - 黒澤満
- 企画 - 遠藤茂行
- プロデューサー - 菅谷英智、國松達也
- 原作 - ゲッツ板谷
- 脚本 - 木田紀生
- 音楽 - 鮎川誠、遠藤幹雄
- 主題歌 - ザ・クロマニヨンズ『ギリギリガガンガン』
- 撮影 - 佐光朗
- 美術 - 山崎秀満
- 照明 - 加瀬弘行
- 録音 - 林大輔
- 編集 - 只野信也
- 記録 - 竹田宏子
- 装飾 - 大庭信正
- 技斗 - 森聖二
- 俳優担当 - 河合啓一
- 助監督 - 東伸児
- 製作担当 - 荒木正人
- 操演 - 羽鳥博幸
- 特殊造型 - 原口智生
- ラインプロデューサー - 坂本忠久
- プロデューサー補 - 植竹良
- 製作プロダクション - セントラル・アーツ
- 製作 - 「ワルボロ」製作委員会（東映、東映ビデオ、星光堂、ゲオ）
- 監督 - 隅田靖
- 上映時間 - 109分